# 33：重生奇蹟
《33：重生奇蹟》（西班牙語：Los 33）是一部2015年美國、智利和哥倫比亞合拍的生存劇情片，改编自2010年科皮亞波礦難。為派翠西亞·里根執導，Mikko Alanne、克雷格·波頓和Michael Thomas負責編劇。
2015年8月6日在智利上映，2015年11月13日在美國發行，2015年12月11日在臺灣上映。

## 劇情
改編自2010年智利的真實事件。33名礦工進入到有121年開採歷史的聖荷西礦坑，卻因礦坑崩落而被困在地底，並離唯一出入口有3英里。這33個人在地底下耐住飢餓與絕望過了69天，最後奇蹟地獲救。

## 演員
| 演員              | 角色                          |
| 安東尼奧·班德拉斯 | Mario "Super Mario" Sepúlveda |
| 盧·戴蒙·菲力浦    | Luis "Don Lucho" Urzúa        |
| 雅各布·韋加斯     | Edison "Elvis" Peña           |
| 馬里奧·卡薩斯     | Álex Vega                     |
| 娜歐蜜·史考特     | Escarlette Sepúlveda          |
| 胡安·帕布·羅拉巴  | Darío Segovia                 |
| 羅德林哥·桑特羅   | Minister Laurence Golborne    |
| 茱麗葉·畢諾許     | María Segovia                 |
| 巴布·甘頓         | 塞巴斯蒂安·皮涅拉             |
| 蓋布瑞·拜恩       | André Sougarret               |
| 蔻特·德帕布羅     | Jessica Vega                  |
| 凱特·戴卡斯提洛   | Katty Valdivia                |
| 詹姆斯·布洛林     | Jeff Hart                     |
| 亞卓安娜·拜拉薩   | Marta                         |
| 泰諾克·烏爾塔     | Carlos Mamani                 |

## 反響
爛番茄評級42%，Metacritic得分55，評價好壞平均參雜。
在北美於2015年11月13日與《聖誕好家在》和《我的美國夥伴》一同上映，估計首週末能從2452間戲院獲得700萬至800萬美元的票房，首周末获得584.5万美元列第五位。
在智利的首週末，從140個大銀幕上獲得的票房收入為160萬美元。榮登當週票房第五位和成為第二賣座的智利電影。

## 外部連結
- 互联网电影数据库（IMDb）上《33：重生奇蹟》的资料（英文）
- 爛番茄上《33：重生奇蹟》的資料（英文）
- Metacritic上《33：重生奇蹟》的資料（英文）
- Box Office Mojo上《33：重生奇蹟》的資料（英文）
- AllMovie上《33：重生奇蹟》的资料（英文）
- 開眼電影網上《33：重生奇蹟》的資料（繁體中文）
- 时光网上《33：重生奇蹟》的資料（简体中文）
- 豆瓣电影上《33：重生奇蹟》的資料 （简体中文）